# Pedro Nolasco Vergara Loys
Pedro Nolasco Martínez de Vergara y Loys o Pedro Nolasco Vergara Loys (Talca, 1834-San Fernando, 1913) fue un ingeniero, agricultor, diputado y alcalde chileno.

## Primeros años de vida
Hijo del político Pedro Nolasco Vergara Albano y de Mercedes Loys y Vergara. Sus hermanos legítimos que fueron: Elisa, Natalia, Víctor, María, Agustina, Soledad, Matilde, Rafael, Carmen, Sabina y Filomena. Bisnieto de Juan Albano Pereira Márquez, Sobrino Bisnieto de Vicente de la Cruz y Bahamonde y sobrino nieto de Juan Albano Cruz y de Casimiro Albano Cruz.
Estudios primarios los curso en Talca y en el Instituto Nacional, posteriormente ingreso a la Universidad de Chile, logrando el título de Ingeniero Agrónomo. Dedicado al comercio agrícola en la Hacienda "San Miguel" de San Fernando, de propiedad de su padre.

## Vida pública

### Diputado
Diputado suplente por Linares 1876-1879; Diputado Suplente por Coelemu 1879-1882. Fue diputado reemplazante en la Comisión Permanente de Elecciones y Calificadora de Peticiones.

### Alcalde
Elegido Alcalde de la Municipalidad de Rancagua en dos períodos consecutivos (1894-1897 y 1897-1900). Durante su administración se estableció el Hospital de la ciudad, a cargo del médico Eduardo De Geyter.
Perteneció al Partido Nacional o monttvarista